# Departamento de Los Andes
El departamento de Los Andes es un departamento en la provincia de Salta (Argentina). Es el segundo departamento más extenso de la provincia, y a la vez, el menos densamente poblado, con una densidad de menos de 1 habitante por km cuadrado.

## Historia
El territorio antes de la invasión  inca estaba habitado por los atacameños quienes llegaron a construir la urbe antigua más populosa en el actual territorio de la República Argentina: Tastil en la Quebrada del Toro, pero tal urbe fue destruida por los incas y aimaras; poco después de la incursión inca (en la cual participaron como aliados de los aimaras procedentes del oeste de la actual Bolivia).
En 1816 tras proclamarse la independencia Argentina el general Martín Miguel de Güemes creó el departamento de La Puna (o de Atacama) incluido en Salta hasta las costas del océano Pacífico. Tras el asesinato que sufriera Güemes, el territorio de la Puna de Atacama (o "El Alto") recayó en poder de los realistas hasta que en 1825 aprovechando la momentánea debilidad (guerras civiles y preludios de la Guerra Argentino-brasileña), el estado boliviano se declaró dueño de toda la Puna de Atacama, quedando solo en poder de Salta la zona de la quebrada del Toro que tuvo como capital a San Antonio de los Cobres, aun así la quebrada del Toro fue atacada por las fuerzas de la confederación peruano-boliviana en 1835 aprovechando que la Confederación Argentina debía enviar tropas contra los "colorados" instalados -contra los nacionales uruguayos- en el Estado Oriental del Uruguay, los brasileños y los aliados de "colorados" y brasileños: los ingleses y franceses.
En 1879 Chile declaró la guerra a los bolivianos y peruanos derrotándolos en 1883 y con ello ocupando los territorios que Argentina reclamaba pacíficamente en la Puna de Atacama. Bolivia -con la intentona de provocar una guerra entre  Argentina y Chile- cedió a cambio de la Provincia de Tarija el territorio de la Puna de Atacama que desde hacía casi un siglo reclamaba Argentina; pero Chile no se retiró de la Puna de Atacama por lo que un par de laudos ingleses y estadounidenses lograron que Chile mantuviera 15000 km2, un 20 % del territorio litigado y el resto, 60000 km2 un 80 % (1890) fuera definitivamente reconocido como argentino, abarcando (además del actual departamento salteño de Los Andes) el departamento de Susques y Antofagasta de la Sierra, el área que luego de 1847 correspodería a la provincia de Salta estaba constituida por los departamentos de Santa Rosa de los Pastos Grandes y el departamento Capital (o San Antonio de los Cobres).
Por decreto del 12 de mayo de 1900 el Poder Ejecutivo Nacional dividió al Territorio de los Andes en tres departamentos administrativos, entre ellos el de Pastos Grandes.
En 1902 la provincia de Salta le cedió el distrito de San Antonio de Los Cobres del departamento de La Poma en la quebrada del Toro, que pasó a ser la capital del territorio por la ley N.º 4059 del 26 de septiembre de 1902.
El decreto del 19 de mayo de 1904 señaló los límites de los departamentos:

X.— LOS ANDES.
 Art. 16. Queda dividido el Territorio de Los Andes en cuatro departamentos, con los nombres y límites siguientes: (...)
 II. — PASTOS GRANDES ó DEL CENTRO
 Capital: Caserío de Pastos Grandes.
 Norte — Límite Sur del Departamento Susques.
 Este — Cordillera Oriental hasta el Abra de Chorrillos.
 Sur — Línea que, partiendo del Cerro Ratones, se dirija á la Sierra de Arcibarca, terminando en el Cerro del Azufre, de la Cordillera Occidental.
 Oeste — Límite con Chile. (...)
 IV. — SAN ANTONIO DE LOS COBRES
 Capital: pueblo del mismo nombre, que lo será también del Territorio.
 Cuesta de Acay, línea recta á Peñas Blancas; de Peñas Blancas, linea recta á Pastos Chicos; de Pastos Chicos al Abra de Chorrillos, y desde ese punto, línea recta hasta la cuesta de Acay.

El 21 de septiembre de 1943 los departamentos del Territorio Nacional de los Andes fueron distribuidos entre la provincia de Jujuy, Salta (a la que le correspondió el departamento de San Antonio de los Cobres y el departamento de Santa Rosa de los Pastos Grandes ambos fusionados luego en el actual departamento salteño de Los Andes) y a Catamarca.

Art. 1º- El territorio nacional de Los Andes se dividirá en tres fracciones que comprenderán: (...) 2ª) Departamento de Pastos Grandes o del Centro, y de San Antonio de Los Cobres, los que integrarán el territorio de la Provincia de Salta, (...)

## Demografía
Según el INDEC durante el censo argentino de 2010 la población del departamento fue de 6050 habitantes.
Para el censo 2022 el departamento registró 7182 habitantes. Esto representó un aumento en la cantidad de personas del 18,7%.

## Geografía

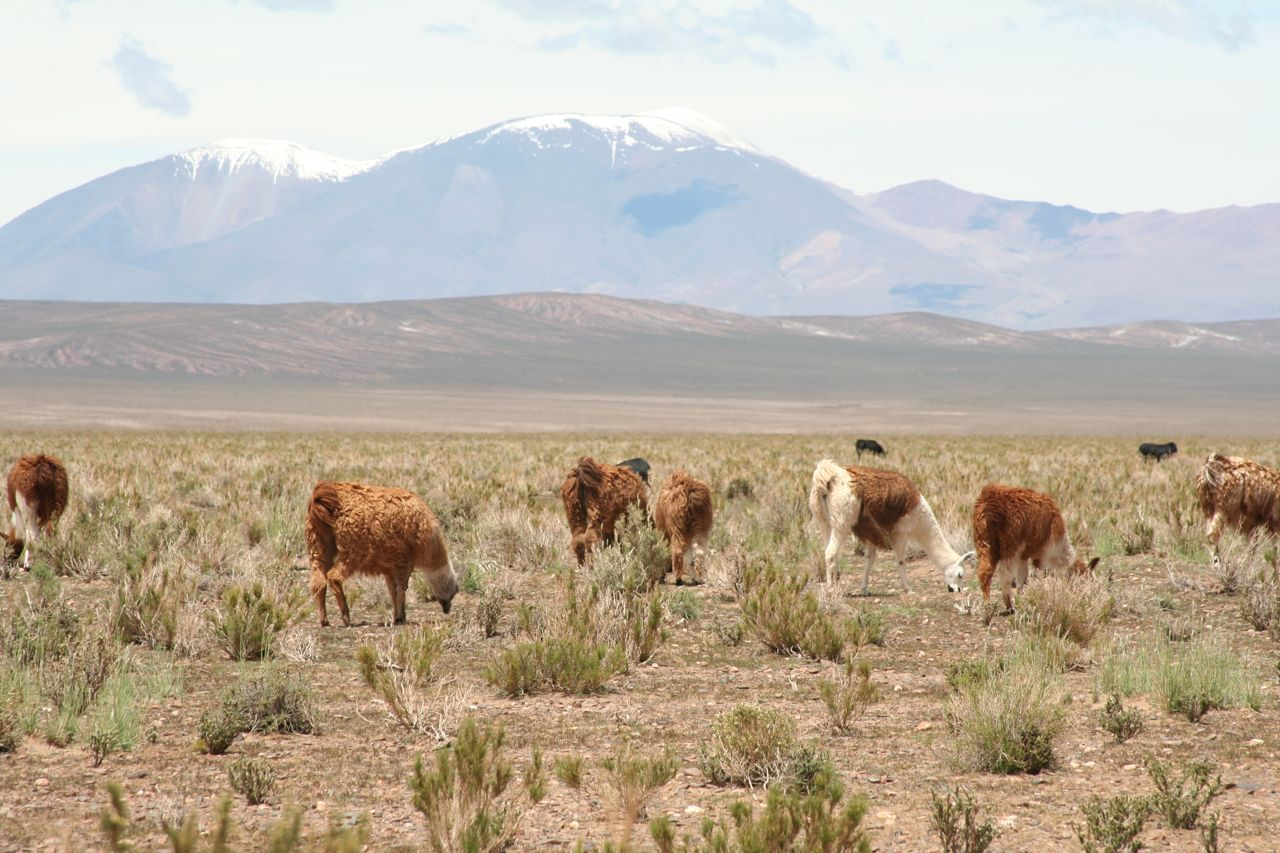
La Reserva provincial Los Andes.

Como se ha señalado en la parte historia, el departamento salteño de Los Andes corresponde a la sección central del que fuera Territorio Nacional de los Andes y esto significa que la mayor parte de su territorio sea una meseta recorrida longitudinalmente o de "norte a sur"  por varios ramales de la cordillera de los Andes en donde abundan altos aunque extintos volcanes de hasta más de 6000 m s. n. m. como el Socompa o el Llullaillaco, estas cordilleras son atravesadas por pasos como el Jama (a pocos km al norte de Salta, en Jujuy) o el paso de Socompa. Entre las cordilleras se forman vegas relativamente benignas o grandes salares que hace miles de años fueron grandes lagos salados; en pocas palabras: casi el 90% del territorio del actual departamento salteño de Los Andes forma parte de la Puna de Atacama (es decir, por sobre los 4000 m s. n. m.) siendo exenta y transicional con pendiente y declive hacia la zona de Valles y Quebradas -es decir hacia el Este- la majestuosa Quebrada del Toro.

## Flora y Clima

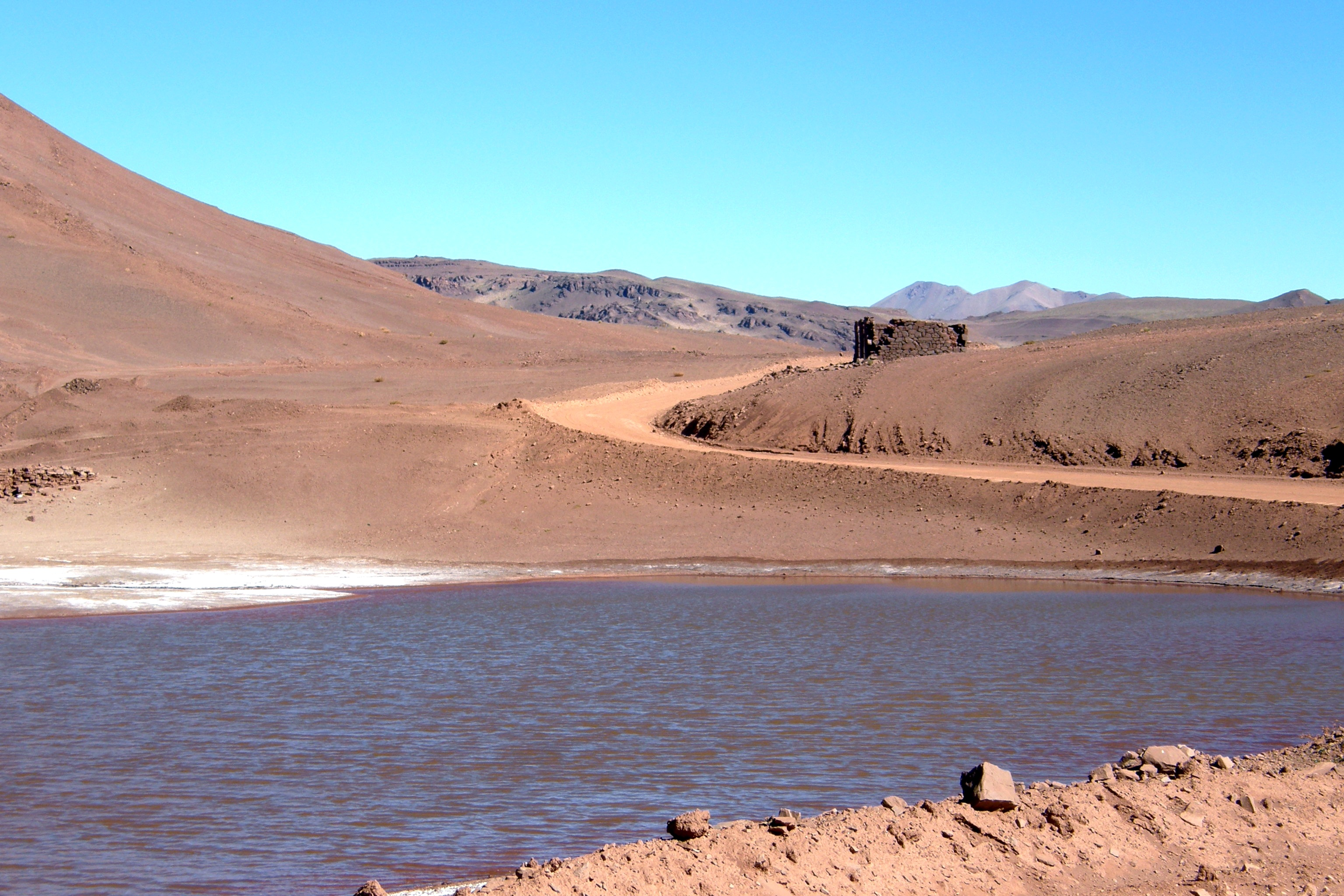
El Salar del Diablo a pocos kilómetros de Tolar Grande.

Predomina una zona de alta montaña adaptada a un clima continental extremo (amplitud térmica que incluso en un día puede pasar de -40 °C a 40 °C), los relictos de árboles y arbustos que se mantienen son el llamado queñoa y el churqui, abundan también los cactos llamados cardones y en las zonas relativamente húmedas y resguardadas del viento, los "colchones" o "cojines"  de hierbas tupidas llamadas tolares.

## Fauna
Entre otras especies se destacan: cóndor, puma, vicuña, llama, alpaca, chinchilla, zorro andino, gato andino, flamenco (de la especie llamada parina), en algunas de sus lagunas se encuentran algunos de los pocos estromatolitos  hoy supervivivientes en el planeta Tierra.

## Turismo
El departamento Los Andes es el segundo más extenso de la provincia de Salta teniendo la mayor parte de su territorio como correspondiente a la Reserva Provincial Los Andes. Se trata de un territorio especial para el turismo extremo y el turismo de aventura así como para las prácticas de supervivencia y montañismo.
Aunque es más conocido por la serie de audaces ferroductos elevados que le atraviesan y que son conocidos internacionalmente como El Tren de las Nubes.

## Localidades
- San Antonio de los Cobres
- Olacapato
- Santa Rosa de los Pastos Grandes
- Tolar Grande
- Mina La Casualidad

## Parajes
- Caipe
- Chuculaqui
- Laguna Seca
- Los Patos
- Mina Tincalado
- Quebrada del Agua
- Salar de Pocitos
- Socompa
- Taca Taca
- Unquillar
- Vega de Arizaro

## Defensa Civil

### Sismicidad
La sismicidad del área de Salta es frecuente y de intensidad baja, y un silencio sísmico de terremotos medios a graves cada 40 años.
- Sismo de 1930: aunque dicha actividad geológica catastrófica, ocurre desde épocas prehistóricas, el terremoto del 24 de diciembre de 1930 (94 años),[7] señaló un hito importante dentro de la historia de eventos sísmicos salteños, con 6,4 Richter. Pero nada cambió extremando cuidados y/o restringiendo códigos de construcción.[6]
- Sismo de 1948: el 25 de agosto de 1948 (76 años) con 7,0 Richter, el cual destruyó edificaciones y abrió numerosas grietas en inmensas zonas[7][6]
- Sismo de 2010: el 27 de febrero de 2010 (15 años) con 6,1 Richter